# Asociación Peruana de Cricket
La Asociación Peruana de Cricket es el máximo ente del críquet en el Perú y el representante del país ante la International Cricket Council desde el 2007.

## Clubes
| - Kiteflyers FC & CC - Lima Cricket and Football Club - Eidgenossen CC | - Chak De CC - Tacna CC - Lima Indians |